# سفارة رومانيا في كندا
سفارة رومانيا في كندا هي أرفع تمثيل دبلوماسي لدولة رومانيا لدى كندا. تقع السفارة في أونتاريو وهي تهدف لتعزيز المصالح الرومانية في كندا.

## وصلات خارجية
- قائمة سفارات رومانيا
- قائمة السفارات في كندا